# 艾胶算盘子
艾胶算盘子（学名：Glochidion lanceolarium，又稱大葉算盤子）为大戟科算盘子属下的一个种。
现接受名为Phyllanthus lanceolarius (Roxb.) Müll.Arg., 1865。